# Dämon (Album)
Dämon ist das dritte Studioalbum der deutschen Dark-Metal- und NDH-Band Erdling. Es erschien am 27. Juli 2018 auf dem Label Out of Line und wurde von Rough Trade Distribution vertrieben.

## Geschichte
Nach der Supernova-Tour Ende des Jahres 2017 wechselte der bisherige Schlagzeuger, Gründungsmitglied und Bandprojekt-Initiator Niklas Kahl im Dezember 2017 zur Band Lord of the Lost. Die Lücke am Schlagzeug konnte mit Christian Eichlinger geschlossen werden, der im Januar 2018 offiziell vorgestellt wurde. Im Februar 2018 ersetzte Pierre Anders den bisherigen Bassisten Nate Pearson. Gleichzeitig wurde bekannt gegeben, dass die neue Formation von Erdling die Arbeiten an einem dritten Studioalbum begonnen hätte.
Am 18. Juni 2018 erschien die Single Tieftaucher. Am 26. Juli 2018 erschien vorab die EP Dämon – The Secret Tracks, die sieben Lieder, bestehend aus Remix- und Akustik-Versionen, erhielt. Am selben Tag wurde auf YouTube das Musikvideo zu Wieso weshalb warum veröffentlicht. Einen Tag später, am 27. Juli 2018, erschien Dämon in Deutschland in den Handel.
Von November 2018 bis Februar 2019 war die Band mit ihrer Dämon Tour unterwegs.

## Allgemeines

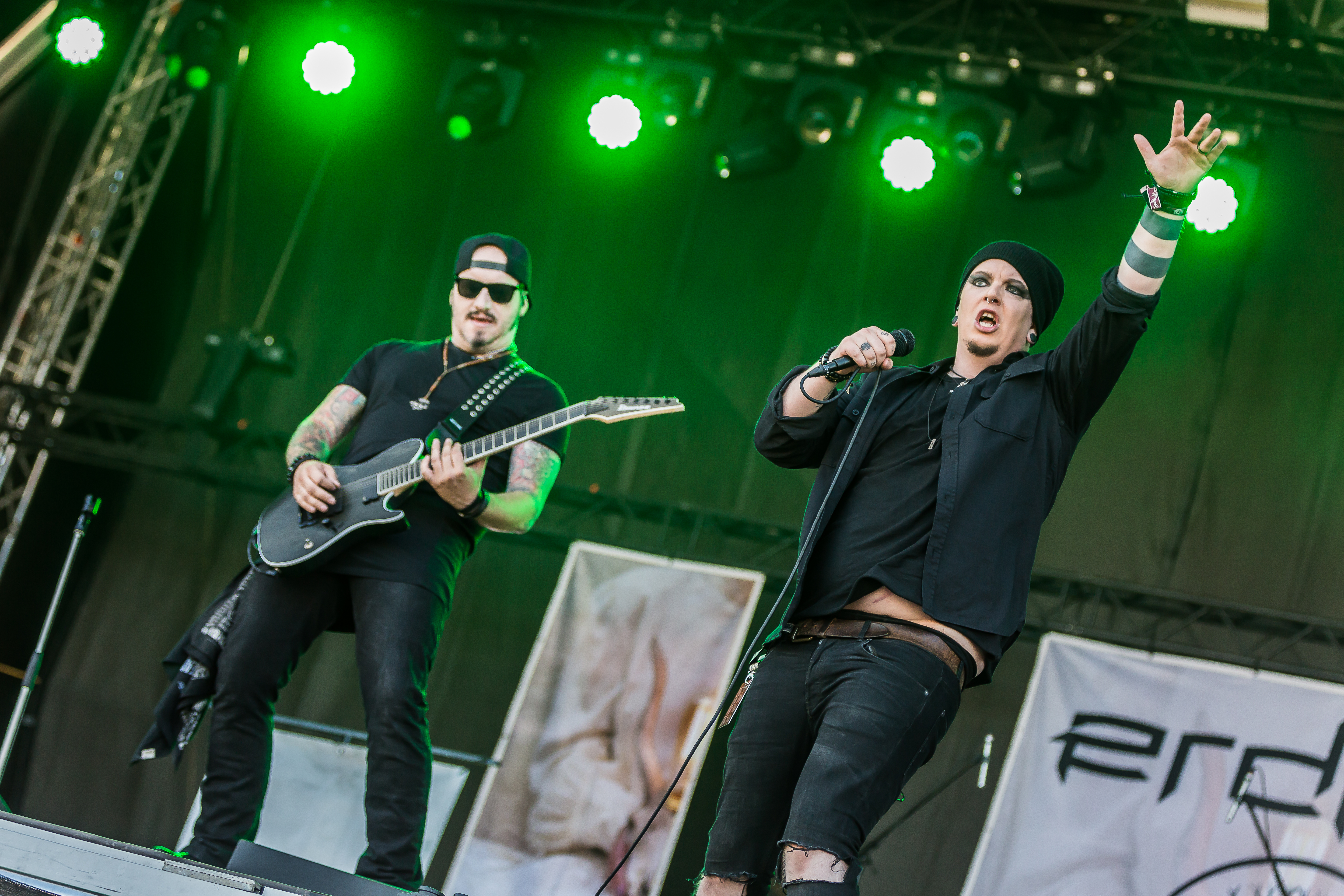
Erdling auf dem Rockharz-Open-Air-Festival (2018)

### Versionen
Das Album Dämon wurde am 27. Juli 2018 in Deutschland veröffentlicht und erschien als CD und MP3-Download. Ein Tag zuvor erschien mit Dämon – The Secret Tracks eine EP, die sieben zusätzliche Lieder, Remix- oder Akustikversionen, erhält.

### Illustration
Das Cover zeigt eine Person komplett in Weiß gekleidet, die in der offenen Hand einen Tierschädel hält, an dessen Schädeldecke ein Licht befestigt wurde. Oberhalb des Schädels zieren der Bandname und unter diesem der Albumtitel das Cover.
Das Cover von Dämon – The Secret Tracks unterscheidet sich lediglich darin, dass es sich um ein Negativbild handelt und zusätzlich die Aufschrift The Secret Tracks abgebildet ist. Mitten im Bild wird The Secret Tracks zusätzlich mit Runenschrift ausgeschrieben.

## Titelliste
| #  | Titel                      | Länge |
| -- | -------------------------- | ----- |
| 1  | Erdling                    | 4:06  |
| 2  | Tieftaucher                | 3:31  |
| 3  | Nichts als Staub           | 3:29  |
| 4  | Schau nicht mehr zurück    | 4:13  |
| 5  | Wieso Weshalb Warum        | 3:18  |
| 6  | Maschinenmensch            | 3:04  |
| 7  | Tod und Teufel             | 3:56  |
| 8  | Ungeheuer                  | 3:59  |
| 9  | Winterherz                 | 4:28  |
| 10 | Im Labyrinth               | 5:11  |
| 11 | Die Zeit heilt alle Wunden | 3:45  |
| 12 | In meinen Ketten           | 4:03  |

### Dämon – The Secret Tracks
| # | Titel                                     | Länge |
| - | ----------------------------------------- | ----- |
| 1 | Tieftaucher (Industrial Clubmix)          | 3:26  |
| 2 | Maschinenmensch (D'n'B Club Version)      | 3:07  |
| 3 | In meinen Ketten (Knuckle Mix)            | 4:02  |
| 4 | Winterherz (Electronic Version)           | 4:06  |
| 5 | Schau nicht mehr zurück (Akustik Version) | 4:13  |
| 6 | Stimme der Wahrheit (Silent Version)      | 3:44  |
| 7 | Blitz und Donner (Rare Demo Version)      | 3:25  |

## Charterfolge
Das Album erreichte Platz 43 der deutschen Albumcharts und hielt diese Position für eine Woche.

## Rezeption
Matthias Weise bemängelt in seiner Rezension für Metal.de, dass die Band sich musikalisch im Vergleich zu Supernova verschlechtert hätte und es eher mit dem Erstling zu vergleichen ist. Daher vergibt er nur 3 von 10 Punkten.

„Schlussendlich ist Dämon nicht nur eine unterdurchschnittliche Platte aus dem Hause ERDLING, sondern hoffentlich auch ein Warnschuss an die Band. Mehr Originalität und weniger Klischees sollten künftige Alben aufweisen, damit ERDLING nicht in der Bedeutungslosigkeit versinken. Schade wäre das allemal, haben sie doch jüngst beim ROCKHARZ 2018 gezeigt, dass sie eine starke Live-Band sind.“

Leoni Dowidat für Powermetal.de sieht dieses komplett anders und befindet, dass es sich um das bisher stärkste Album der Band handelt. Daher vergibt sie 9 von 10 Punkten.

„Aller guten Dinge sind drei, heißt es im Volksmund – das dritte Album von ERDLING ist der lebende Beweis dafür.“